# Sri Aman
Sri Aman – miasto w Malezji w stanie Sarawak. W 2000 roku liczyło 21 243 mieszkańców.